# Родина (Костанайская область)
Родина — село, бывший административный центр Аркалыкского района Казахстана. В 1997 году после упразднения Торгайской области Аркалыкский район был ликвидирован. Ныне входит в городское подчинение города Аркалыка Костанайской области. Село расположено в 2 км от города Аркалыка. Вблизи села проходит железная дорога Аркалык — Есиль.

## Население
В 1999 году население села составляло 3224 человека (1573 мужчины и 1651 женщина). По данным переписи 2009 года в селе проживало 2529 человек (1247 мужчин и 1282 женщины).

## Экономика
Экономика села зависит в основном от сельского хозяйства. В посёлке имеется 5 ТОО и 43 крестьянских хозяйств, самое крупное ТОО «Каркын». Также на территории поселка существует ГКП «Костанайские Южные Электрические Сети».
- Родинский элеватор (ТОО «Арман»)

## Образование
- Родинская средняя школа
- Тургайский сельскохозяйственный техникум (был закрыт в 1997 году, в настоящее время здание разрушено)

## Спортивные объекты
- Родинский стадион (был закрыт в 1997 году, в настоящее время разрушен)

## Медицина
- Аркалыкская районная больница (была закрыта в 1998 году, в настоящее время разрушена)
- Родинская амбулатория (открыта в 2015 году)